# Чернилява
Чернилява (укр. Чернилява) — село в Яворовской городской общине Яворовского района Львовской области Украины.
Население по переписи 2001 года составляло 1745 человек. Занимает площадь 2,516 км². Почтовый индекс — 81030. Телефонный код — 3259.